# Jacobsdorf
Jacobsdorf – gmina w Niemczech, w kraju związkowym Brandenburgia, w powiecie Oder-Spree, wchodzi w skład Związku Gmin Odervorland. Leży na historycznej ziemi lubuskiej. Przez gminę przebiega autostrada A12, łącząca Berlin z granicą polsko-niemiecką.
Na mapie topograficznej wydanej w 1947 roku przez Wojskowy Instytut Geograficzny Sztabu Generalnego Wojska Polskiego odnotowano wariantową nazwę w języku polskim w brzmieniu Wadochowice.

## Historia
Najstarsza znana wzmianka o miejscowości Jacobsdorf pochodzi z 1343. W diecezji lubuskiej Jacobsdorf podlegało administracyjnie dekanatowi frankfurckiemu, podobnie jak leżące współcześnie w obrębie gminy Pillgram, natomiast położone w gminie Petersdorf i Sieversdorf podlegały pod dekanat Falkenhagen.

## Zabytki
- Kościół w Jacobsdorfie, wzniesiony w XIII w., przebudowany w XIX w.
- Dom towarowy w Jacobsdorfie
- Kościół w Petersdorfie, wzniesiony w XIII w.
- Kościół w Pillgram, wzniesiony w XIII lub XIV w.
- Dom podcieniowy w Pillgram
- Stodoła w Pillgram
- Kościół w Sieversdorfie, wzniesiony w XII lub XIII w.
- Dwór w Sieversdorfie, wzniesiony w XVII w., przebudowany w stylu klasycystycznym w 1790

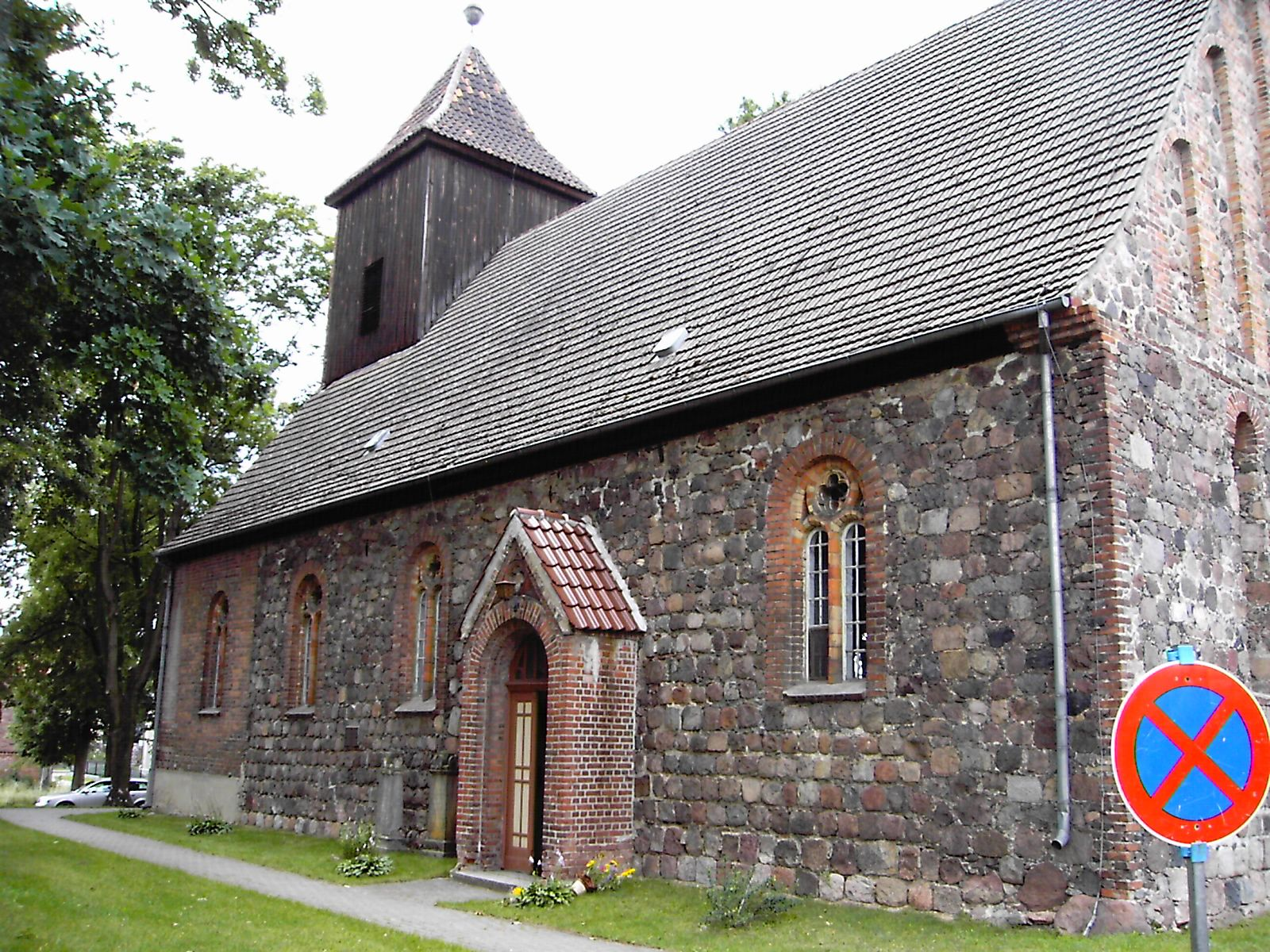
Kościół w Jacobsdorfie
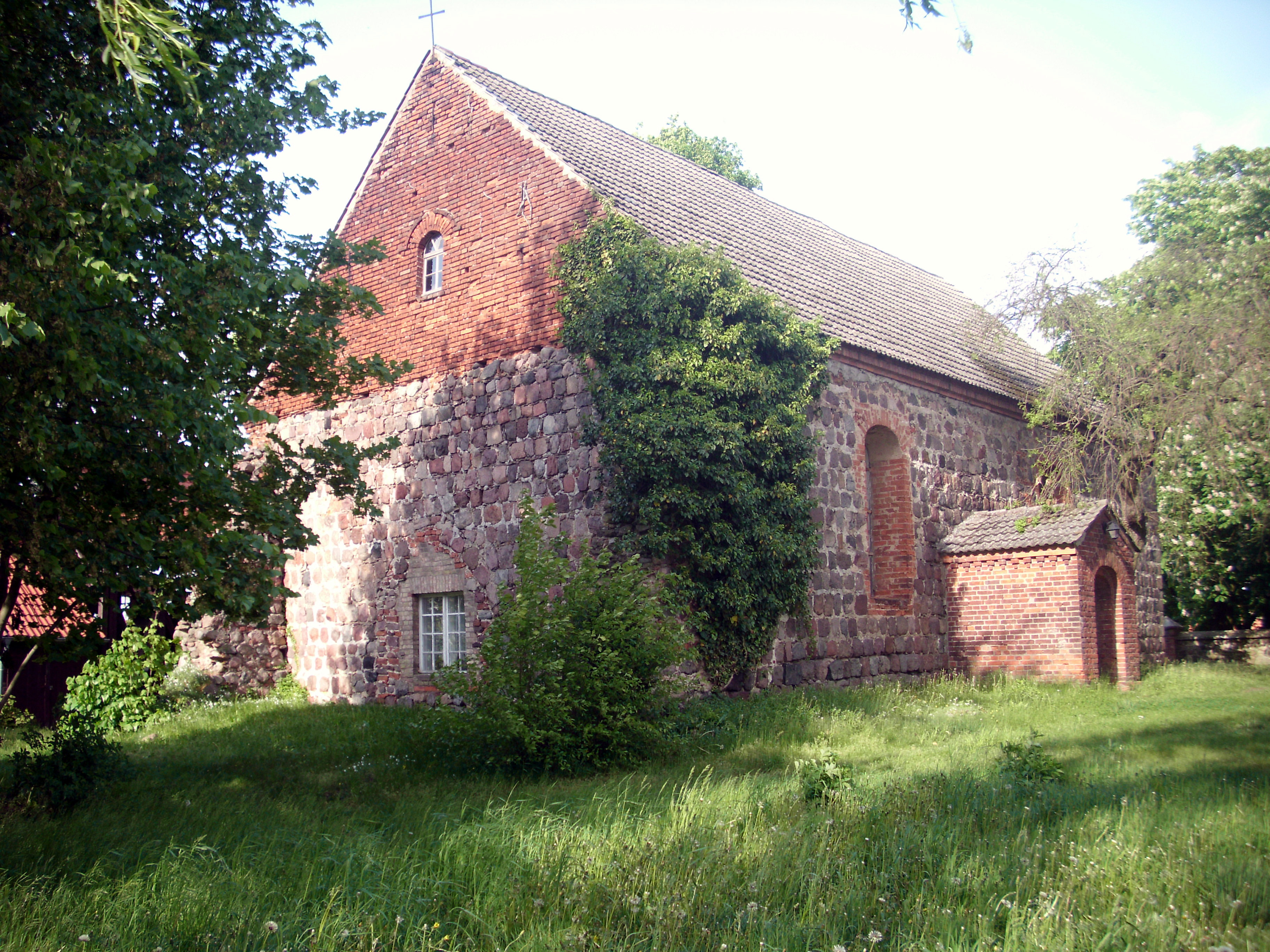
Kościół w Petersdorfie
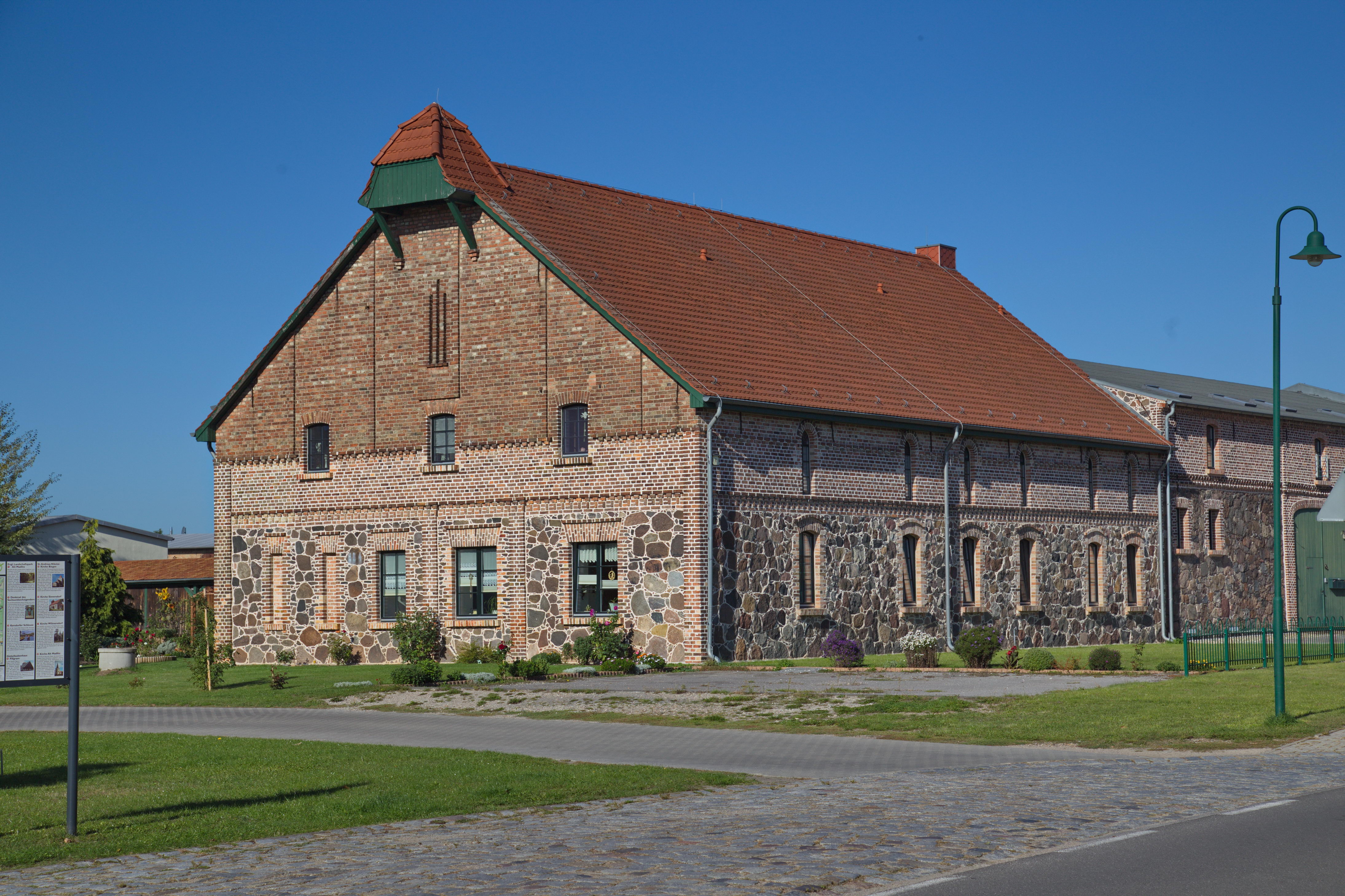
Stodoła w Pillgram
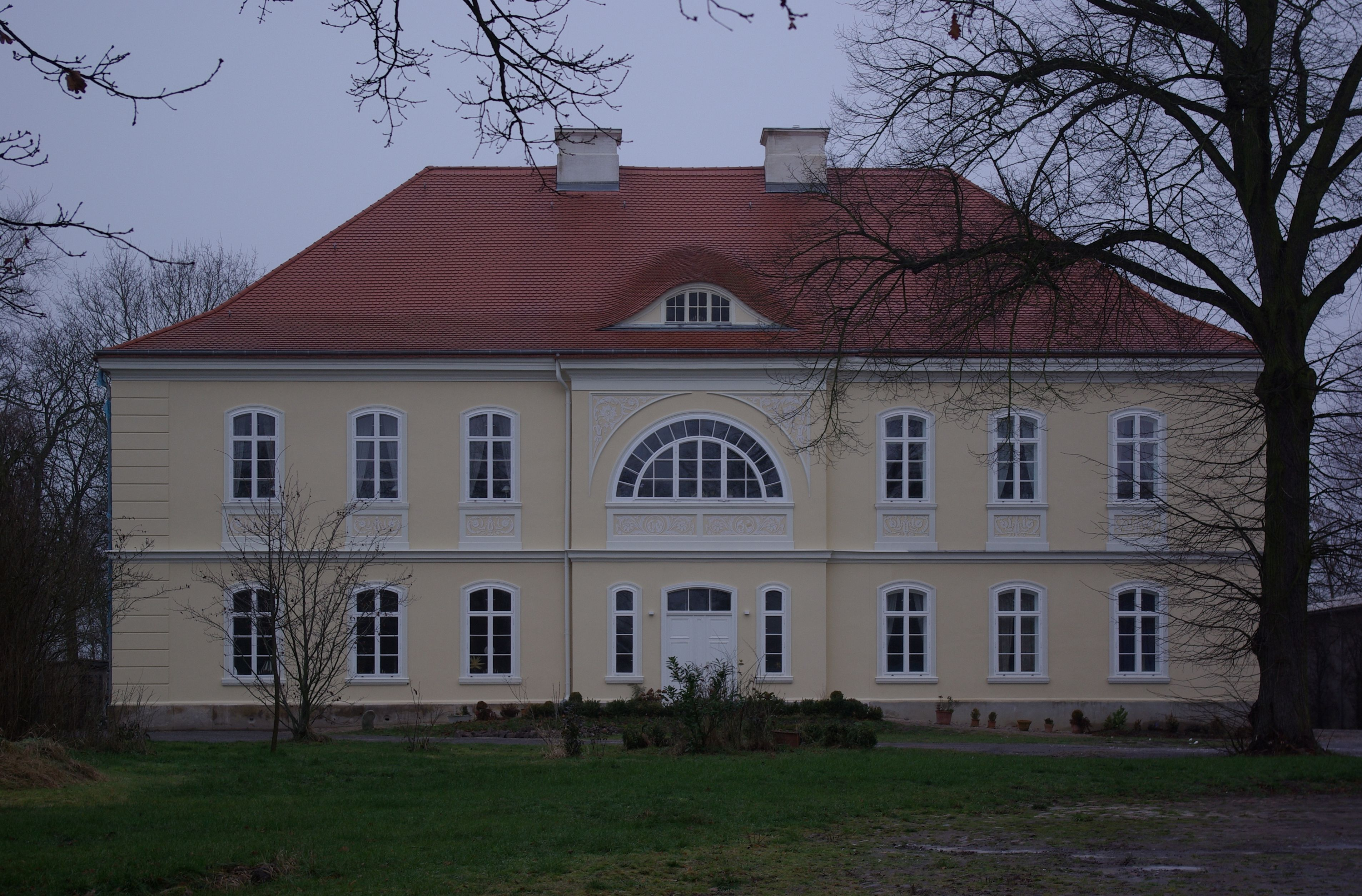
Dwór w Sieversdorfie